# Thunderbird 6
Thunderbird 6 es una película británica de ciencia ficción y aventura estrenada en 1968. Fue la segunda película basada en la popular serie de televisión de Gerry y Silvia Anderson y Supermarionation los Thunderbirds.

## Argumento
En una reunión de la Corporación Mundial de aeronáutica en donde se han congregado para oír hablar de un nuevo tipo de avión creado por Brains, ellos se burlan al oír que en la edad de la velocidad. Brains piensa que sería una buena idea construir una aeronave del Siglo 21. El comité se ríe de su plan. 
Mientras tanto en la Isla Tracy, Jeff Tracy pide a Brains diseñar un nuevo vehículo de rescate para complementar otro Thunderbird que rescate los vehículos, aunque él admite no saber lo que se requiere. Brains, después de encontrarse en la Corporación Mundial de aeronáutica se desconcierta debido a la falta de una especificación, aunque Jeff le recuerda que aunque ellos se rieron, construyeron una aeronave. La aeronave se llama "Skyship Uno." 
Alan Tracy, TinTin, Lady Penélope y Parker serán los primeros invitados a la nueva y lujosa aeronave en un viaje épico alrededor del mundo. Brains es incapaz de viajar porque Jeff requiere el nuevo Thunderbird, aunque es incapaz de especificar la naturaleza del requisito. Alan ha comprado un viejo biplano Havilland Tiger Moth para volar al lanzamiento en Inglaterra. A pesar de prohibírselo, TinTin va con él en el aeroplano. Entretanto, Brains trabaja difícilmente y repetidamente en las nuevas invenciones, pero todas sus innovaciones se quedan cortas de las expectativas de Jeff Tracy para la nueva nave. 
Antes del lanzamiento, la tripulación intencional de Skyship Uno es asesinada por los conspiradores de "El Fantasma Negro" (the Hood con una peluca), se llevó al Capitán Foster. Porque la nave es automatizada, la tripulación sólo está allí para emergencias, por lo que su desaparición pasa inadvertida. Su intención es grabar una plática con Lady Penélope para constituir una grabación de una llamada de auxilio a Jeff que enviará a Rescate Internacional a la guarida de The Hood y a una vieja base aérea dónde él podrá capturar sus naves. 
Durante el vuelo, Alan y los otros invitados sospechan que el grupo no saben tanto de la nave como deberían saber, aunque Lady Penélope está muy tomada junto con el Capitán Foster. Finalmente, después de descubrir un micrófono oculto en muchos de los cuartos, ellos informan a Jeff que pide que los Thunderbirds destruyan la base de the Hood. Entretanto, Alan confronta a la tripulación, mientras llevando un arma en su cuarto. Una bala pega en el compensador de gravedad, significando que la nave empieza a descender despacio hacia una gran base de proyectiles militares en Dover. 
Después de la caída de la nave en una torre de transmisión de radio, el Rescate Internacional debe sostener la nave en el lugar para prevenir que caiga en la base, y debajo, la base es evacuada. Debido al equilibrio de Skyship Uno en la torre, un avión de peso ligero se requiere, y ellos envían a Brains para aterrizar en la cima de la cubierta del Skyship Uno usando la ventaja del Tiger Moth. Sin embargo, la tripulación está manteniendo a los pasajeros a punta de pistola, y al comandante del avión, el Capitán Foster. Una vez se ha ido, un tirador en pleno vuelo, mata al Capitán Foster, quién está en el asiento del piloto y los otros conspiradores. Lady Penélope es obligada a tomar el mando, con las instrucciones de Alan. Esto produce varios aterrizajes erróneos, mientras intenta aterrizar en una autopista inacabada y evitando por poco una estrecha chimenea.
Entretanto, la torre que sostenía al Skyship Uno se derrumba, y choca espectacularmente en la base de proyectiles de abajo. Alan intenta aterrizar el biplano, aunque se encuentra bajo de combustible y cae en unos árboles. La tripulación esta toda a salvo, aunque piensan inicialmente que dejaron a Parker en la aeronave (él está realmente atrapado en un árbol). 
De regreso en la Isla Tracy, Brains orgullosamente revela el nuevo Thunderbird 6 que resulta ser el liviano Tiger Moth que ciertamente ha demostrado su valor.

## Trivia
- Cuando la producción de esta película empezó, la técnica de Supermarionation había sido refinada, permitiendo la construcción de títeres realmente proporcionados para Captain Scarlet and the Mysterons. Anderson escogió volver a los títeres viejos para Thunderbird 6 para mantener la continuidad con la anterior película de los Thunderbirds y la serie de televisión, aunque muchos de los títeres eran usados para las dos películas de los "Thunderbirds" a una norma notoriamente más alta que sus colegas de televisión. Se usaron varios títeres de estilo del Captain Scarlet en las escenas de fondo.
- Barry Gray consideró una banda sonora superior a la de la película Thunderbirds Are GO porque el viaje mundial permitió una gran variedad de temas musicales. (Las Notas del Trasatlántico en CD) El soundtrack salió en una edición limitada en 2005.
- El Rolls-Royce FAB1 de Lady Penélope estaba en la bodega durante el viaje alrededor del mundo, por lo que probablemente se destruyó junto con el Skyship Uno.
- "El Fantasma Negro" tiene un parecido al malvado The Hood quien supuestamente murió en la primera película Thunderbirds Are GO. Es incierto si el Fantasma realmente es The Hood, o un personaje completamente diferente.
- Sigue siendo un misterio por qué Jeff Tracy quería que un "Thunderbird 6" empezara a funcionar tan urgentemente, cuando él no podía dar alguna aplicación práctica para él en la primera parte de la película. También es incierto quién pensó que lo pilotearía, cuando las únicas posibilidades eran Tin-Tin, Brains, y él.